# Escorihuela
Escorihuela is een gemeente in de Spaanse provincie Teruel in de regio Aragón met een oppervlakte van 56,99 km². Escorihuela telt 152 inwoners (1 januari 2016).

## Demografische ontwikkeling
Bron: INE, 1857-2011: volkstellingen